# Vivir (Enrique Iglesias)
Vivir è il secondo album del cantante spagnolo Enrique Iglesias, pubblicato nel 1997.

## Tracce
1. Enamorado por primera vez – 4:29 (Enrique Iglesias)
2. Al despertar – 4:15 (Enrique Iglesias, Roberto Morales)
3. Lluvia cae – 4:35 (Enrique Iglesias, Rafael Pérez Botija)
4. Tu vacío – 3:55 (Rafael Pérez Botija)
5. Sólo en ti – 3:28 (Vince Clarke, Enrique Iglesias)
6. Miente – 3:36 (Rafael Pérez Botija)
7. Viviré y moriré – 4:04 (Enrique Iglesias)
8. Volveré – 4:37 (Enrique Iglesias, Roberto Morales)
9. El muro – 4:15 (Rafael Pérez Botija)
10. Revolución – 4:00 (Chein García Alonso)

Durata totale: 41:14